# 水酸化スカンジウム(III)
水酸化スカンジウム(III)(Scandium(III) hydroxide)は、化学式Sc(OH)3の無機化合物で、スカンジウムの三価の水酸化物である。両性物質である。水に少し溶け、飽和水溶液(pH = 7.85)は、Sc(OH)3と少量のSc(OH)2+を含む。水への溶解度は、0.0279 mol/Lである。時間が経つとScO(OH)に変換し、溶解度がかなり低下する(0.0008 mol/L)。スカンジウム塩と水酸化アルカリを反応させることで生成する。反応中には、異なる出発物質に応じ、Sc(OH)1.75Cl1.25、Sc(OH)2NO3、Sc(OH)2.32(SO4)0.34等の異なる中間体ができる。